# اليمين المتطرف في إسرائيل
اليمين المتطرّف في إسرائيل يضم طيفًا من الأيديولوجيات مثل القومية اليهودية المتطرفة، تفوق اليهود، فاشية يهودية، أصولية يهودية، ومعاداة العرب. في عقد 2020 يُطلَق وصف «اليمين المتطرّف» خصوصًا على من يؤيّد:
- توسيع المستوطنات في الضفة الغربية
- رفض الدولة الفلسطينية
- فرض السيادة الإسرائيلية على قطاع غزة والضفة والقدس الشرقية.

## أبرز الأيديولوجيات والحركات
تشكَّل اليمينُ المتطرّف في إسرائيل عبر أربع عائلات فكريّة رئيسيّة، لكلٍّ منها جذور تاريخيّة ورموز أيديولوجيّة ما زالت تؤثّر في السياسة الإسرائيليّة المعاصرة:
- الكهانيّة (Kahanism) – تستند إلى تعاليم الحاخام مئير كهانا، وتدعو إلى ترحيل العرب من إسرائيل وإقامة دولة شريعة يهوديّة خالصة.[2] حظرتها السلطات وصُنِّفت كمنظّمة إرهابيّة سنة 1994.[3]

- الصهيونيّة التصحيحيّة (الجابوتنسكيّة) – نشأت في عهد الانتداب بقيادة زئيف جابوتنسكي؛ بدأت كقوميّة ليبراليّة ثم تبنّت لاحقًا نزعة قوميّة متشدّدة متأثّرة ببعض أفكار الفاشيّة الأوروبيّة.[4] تركت بصمتها على أحزاب مثل الليكود والكتل اليمينيّة الموحَّدة.[5]

- الصهيونيّة الجديدة / إسرائيل الكبرى – برزت بقوّة بعد حرب 1967، إذ أعادت إحياء مبدأ «إسرائيل الكبرى» ودفعت نحو الاستيطان الدائم وضمّ الأراضي المحتلّة.[6]

- اليمين الدينيّ الصهيونيّ – يمزج القوميّة اليهوديّة مع الأصوليّة الدينيّة، وممثَّل اليوم بأحزاب مثل «الصهيونيّة الدينيّة» وعوتسما يهوديت. يركّز على فرض الشريعة في المجال العام وتوسيع المستوطنات، ويحتفظ بحضور برلمانيّ مؤثّر منذ عقد 2020.[7]

هذه التيارات – رغم تباين منطلقاتها – تتقاطع في رفضها لحلّ الدولتين، ودعمها لهيمنة يهوديّة مطلقة على كامل «أرض إسرائيل التاريخيّة»، وهو ما يجعلها العمود الفقري للأجندة السياسيّة التي يُشار إليها اليوم بوصف «اليمين المتطرّف» في إسرائيل.
| الأيديولوجيا / الحركة              | وصف مختصر                                               | ملاحظات                                |
| ---------------------------------- | ------------------------------------------------------- | -------------------------------------- |
| الكهانية                           | تدعو لترحيل العرب وإقامة دولة شريعة يهودية              | حُظِرَت واعتُبِرَت منظمة إرهابية عام 1994    |
| الصهيونية التصحيحية (الجابوتنسكية) | قومية ليبرالية في أصلها، تبنّت لاحقًا توجهات قومية متشددة | أثّرت على أحزاب الليكود والاتحاد الوطني |
| الصهيونية الجديدة                  | تطرح «إسرائيل الكبرى» وتشدد على الاستيطان الدائم        | نشطت بقوة بعد 1967                     |
| اليمين الديني الصهيوني             | ممثل بأحزاب مثل «الصهيونية الدينية» و«عوتسما يهوديت»    |                                        |

## حقبة الانتداب البريطاني (1920–1948)

### جدول زمني مختصر
| السنة | التنظيم / الحدث                            | سمة بارزة                       | المصدر                       |
| ----- | ------------------------------------------ | ------------------------------- | ---------------------------- |
| 1923  | تأسيس حركة الشباب بيتار بقيادة جابوتنسكي   | تدريب شبه عسكري قومي            | Kaplan 2005                  |
| 1931  | تأسيس إرجون (عصابة شتيرن لاحقًا)            | كفاح مسلّح ضد البريطانيين والعرب | Weinberg & Pedahzur 2004     |
| 1939  | إصدار الكتاب الأبيض وردّ اليمين بموجة هجمات | رفض تقييد الهجرة اليهودية       | A Survey of Palestine (1991) |

### التصحيحية والماكسيمالية
- جابوتنسكي رأى في إيطاليا الفاشية حليفًا استراتيجيًا ضد بريطانيا.[8]
- أبا أحيعير أسّس الماكسيماليين وسعى لدولة يهودية فاشية مصغّرة على نموذج موسوليني.[9]

في ظلّ الانتداب البريطاني برزت «الصهيونيّة التصحيحيّة» كتيّار قوميّ متشدّد يقوده زئيف جابوتنسكي. اعتبر جابوتنسكي أنّ بريطانيا لم تعد حليفًا موثوقًا وتقرّب من إيطاليا الفاشية لتقويض نفوذها في فلسطين. من رحم هذا الفكر أُنشئت منظّمات شابّة‑عسكريّة: بيتار (1923) للتأهيل القومي شبه‑المسلّح، ثم إرجون (1931) الذي خاض عمليات ضدّ البريطانيّين والعرب. قدح صدور الكتاب الأبيض سنة 1939 موجة هجمات يمينيّة احتجاجًا على تقييد الهجرة اليهوديّة. بالتوازي، أسّس أبا أحيعير تيّار المكسيماليّين داخل التصحيحيّة، ساعيًا إلى دولة يهوديّة على نموذج موسوليني الفاشي.

## بعد قيام الدولة (1948 – اليوم)
منذ إعلان دولة إسرائيل عام 1948 لم يختفِ التيّار القومي المتشدِّد، بل تعدَّل شكله حسب السياق السياسي الداخلي والحروب الإقليميّة. الحركات الواردة أدناه تختلف في خطابها الديني والعرقي، لكن يجمعها هدف مركزي: تكريس هيمنة يهوديّة مطلقة على الأرض ورفض أيّ سيادة فلسطينيّة.

### خريطة للحركات والأحزاب المتطرّفة
| الفترة     | الحركة/الحزب                   | شعار/هدف أساسي                                                  | التطوّر القانوني/البرلماني                             |
| ---------- | ------------------------------ | --------------------------------------------------------------- | ----------------------------------------------------- |
| 1948–1949  | إرجون / ليحي                   | استكمال مقاومة الانتداب وطرد العرب المحليّين                     | اندمجت في جيش الدولة الجديد أو حُلَّت لاحقًا              |
| 1971–1994  | كاح (مئير كهانا)               | «الترانسفير» القسري للعرب، دولة شريعة يهوديّة                    | حُظِرَت وصُنِّفت منظمة إرهابيّة بـ 1994                      |
| 1988–2013  | موليديت (رحبعام زئيفي)         | «ترانسفير» سلميّ للفلسطينيين خارج الدولة                         | دخلت تحالف «الاتحاد الوطني» ثم انحلّت                  |
| 2012–اليوم | عوتسما يهوديت (إيتمار بن‑غفير) | سيادة كاملة على «أرض إسرائيل»، طرد «الأعداء»                    | 6 مقاعد في الكنيست الـ 25 (2021)؛ وزير أمن داخلي 2022 |
| 2019–اليوم | نوعام (آفي ماعوز)              | مناهضة حركات المثليين؛ يدعم اليهوديّة التقليديّة؛ رفض «هدم القيم» | مقعد واحد (2021) ضمن تحالف الصهيونيّة الدينيّة          |

### أصول تاريخيّة
- إرجون / ليحي وريثتان مباشرتان للصهيونيّة التصحيحيّة؛ رأتا في حرب 1948 استمرارًا «للتمرّد» ضدّ الاستعمار البريطاني وضدّ الوجود العربي. اندماجُهما في جيش الدولة شكَّل سابقة لاستيعاب العناصر اليمينيّة في المؤسّسة الرسميّة.[15]

- كاح استحضر كهانا تراث «بيتار» والثقافة الجابوتنسكيّة لكن جرَّه إلى حدٍّ فاشي واضح؛ تبنّى شعار «فقط هكذا» المقتبس من الإرجون، وأصدر برنامجًا يُلزم العرب إمّا بالولاء المطلق أو التهجير.[16] حظرُ الحزب وتوصيفُه إرهابيًّا سنة 1994 جاء بعد مذبحة باروخ غولدشتاين في الخليل.[17]

- موليديت قدّمت صيغة «ترانسفير طوعي» مستندةً إلى خطاب أمنيّ يرى الوجود العربي «خطرًا ديموغرافيًّا». مؤسِّسها زئيفي اغتيل عام 2001 على يد الـ PFLP، وهو ما حدَّ من استمراريّة الحزب.[18]

- عوتسما يهوديت تستند أيديولوجيًّا إلى الكهانيّة لكن بشعار «استعادة الأمن الشخصي»؛ استثمرت أحداث 2021 في اللدّ والقدس لتكسب شرعيّة برلمانيّة وتحصل على حقيبة الأمن الداخلي في حكومة 2022 الموصوفة «الأكثر يمينيّة وتديّنًا».[19]

- نوعام تمثّل الوجه الثقافي للتيّار؛ ترى أنّ «الحرب على العائلة اليهوديّة» أخطر من الصراع الجغرافي، ما يعيد خطاب «الطهر القومي» إلى الداخل المجتمعي اليهودي.[20]

### نقاط تحوّل رئيسة وأثرها على الأهداف
| الحدث                   | الأثر على اليمين المتطرّف                                                                             |
| ----------------------- | --- |
| حرب 1967                | أعادت طرح رؤية «إسرائيل الكبرى» وشرَّعت موجة استيطان رسمي وموازٍ (بؤر شبّان التلال)                      |
| اتفاق أوسلو 1993–1995   | ولّد تعبئة ضدّ «التفريط بالأرض»، وانتهى باغتيال إسحق رابين على يد يغال عمير (طالب يميني متديّن)         |
| فك الارتباط عن غزة 2005 | فجّر احتجاجات عنيفة (انتحارات، عصيان مستوطنين)، رسَّخ سرديّة «المقاومة المدنيّة لقرارات الحكومة»          |
| حكومة 2022              | منحت أحزاب الصهيونيّة الدينيّة وعوتسما يهوديت حقائب سياديّة، ما نقل خطابها من الهامش إلى صلب صُنع القرار |

- «الترانسفير» متجذّرة في برامج جابوتنسكي المبكّرة حول «حائط حديدي» مع العرب، لكن كاح وموليديت حولت النظريّة إلى مطلب تشريعي مباشر.
- مطلب «إسرائيل الكبرى» انتقل من خريطة التصحيحيّين قبل 1948 إلى حركات الاستيطان بعد 1967، ثم أصبح جزءًا من المنصّة الرسميّة لتحالف «الصهيونيّة الدينيّة» 2022.
- مزج الدين بالقوميّة بدأ مع رموز مثل أبراهام إسحاق كوك في العشرينات، وتبلور حديثًا في نوعام وعوتسما كخطاب ضدّ منظمات حقوق المثليين وضدّ أي إستنقاص من عمليات تهويد الدولة.
- تكتيك العنف الفردي (اغتيالات، «هجمات ثمن») يستند إلى إرث الإرجون/ليحي في استهداف الانتداب، وتحوّل بعد 1994 إلى هجمات ضدّ مدنيين فلسطينيين أو شخصيّات يهوديّة تصفها هذه التنظيمات بـ«الخائنة».

## مبادئ وتكتيكات مشتركة لليمين المتطرّف
يلتقي اليمينُ المتطرّف في إسرائيل – رغم تباين فصائله الدينيّة والحزبيّة – على «صندوق أدوات» ثابت يجمع بين العمل البرلماني الرسمي وأساليب ضغط شعبويّة وأحيانًا عنف ميداني مباشر.
- المسار البرلماني – يتعمّد المتطرّفون تأسيس أحزاب صغيرة (كـ «عوتسما يهوديت» و«نوعام») ثم الاندماج في قوائم أوسع مثل تحالف «الصهيونيّة الدينيّة» لدخول الكنيست والحصول على حقائب سياديّة؛ وقد تجسّد ذلك في حكومة 2022 الموصوفة كـ«الأكثر يمينيّة وتديّنًا» في تاريخ الدولة.[21]

- التوسّع الاستيطاني غير الرسمي – مجموعات «شباب التلال» تقيم بؤرًا خارج الإطار القانوني ثم تفرض أمرًا واقعًا؛ وتيرة هذه البؤر تسارعت بعد أحداث 7 أكتوبر 2023، وفق تقارير ميدانيّة توثّق تمدّدًا في شمال الضفّة.[22]

- الضغط الشعبي والرمزي – تشمل اقتحامات جماعيّة لـ الحرم القدسي بقيادة وزراء مثل إيتمار بن‑غفير لإيصال رسائل سياديّة، إضافة إلى إغلاق طرق واحتجاجات عند محاولات إخلاء مستوطنات.[23]

- العنف الفردي والجماعي – يُنفَّذ عبر ما يُعرَف بـ«هجمات الثمن» على قرى فلسطينيّة؛ المثال الأبرز إحراق بلدة حوّارة (فبراير 2023) بينما وقف بعض الجنود متفرّجين، ووصفه قائد إسرائيلي بأنّه «بُوغروم».[24]

| المجال         | تكتيك/استراتيجية                               | مثال معاصر                                |
| -------------- | ---------------------------------------------- | ----------------------------------------- |
| برلماني        | إنشاء أحزاب صغيرة ثم التحالف لدخول الكنيست     | اتحاد «الصهيونية الدينية + عوتسما يهوديت» |
| استيطان        | إقامة بؤر «شباب التلال» دون ترخيص رسمي         | توسع ملحوظ بعد 7 أكتوبر 2023              |
| ضغط شعبي       | مسيرات للأقصى، إغلاق طرق، احتجاجات عند الإخلاء | مسيرة بن‑غفير في الحرم 2023               |
| عنف فردي/جماعي | «هجمات ثمن» ضد قرى عربية                       | إحراق حوّارة 2023                          |

## شخصيات بارزة

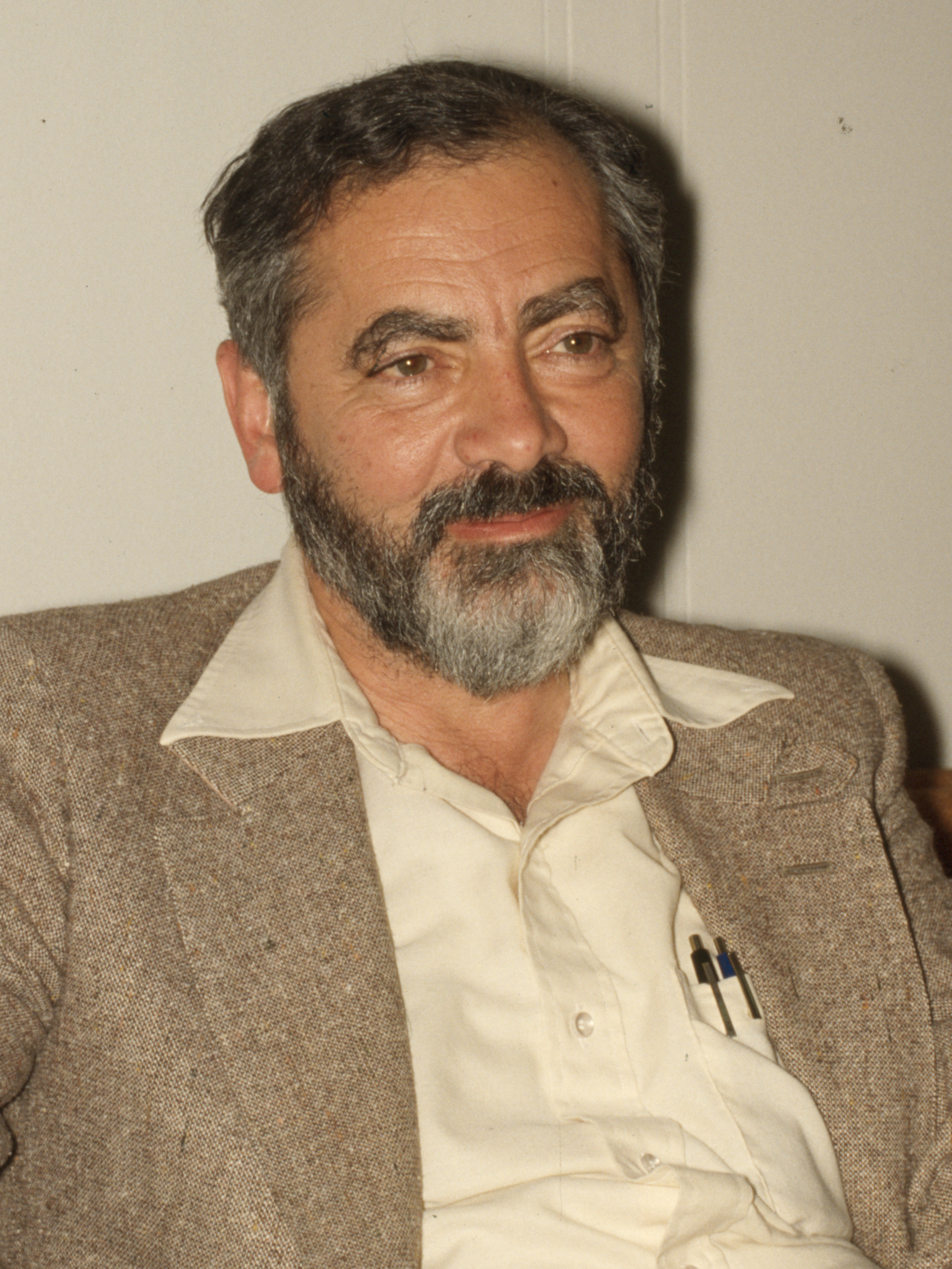
مئير كهانا – مؤسس كاح
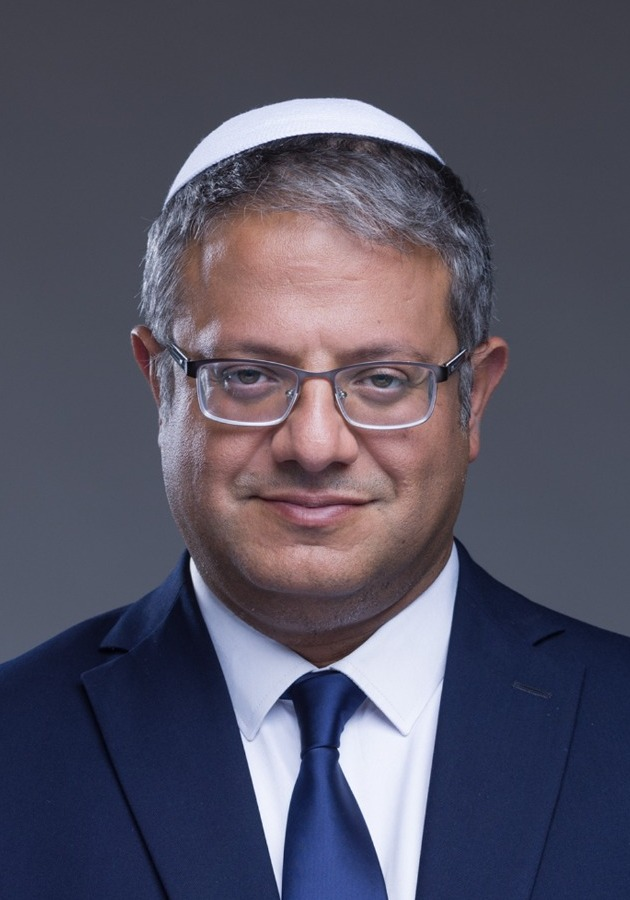
إيتمار بن غفير – وزير الأمن القومي
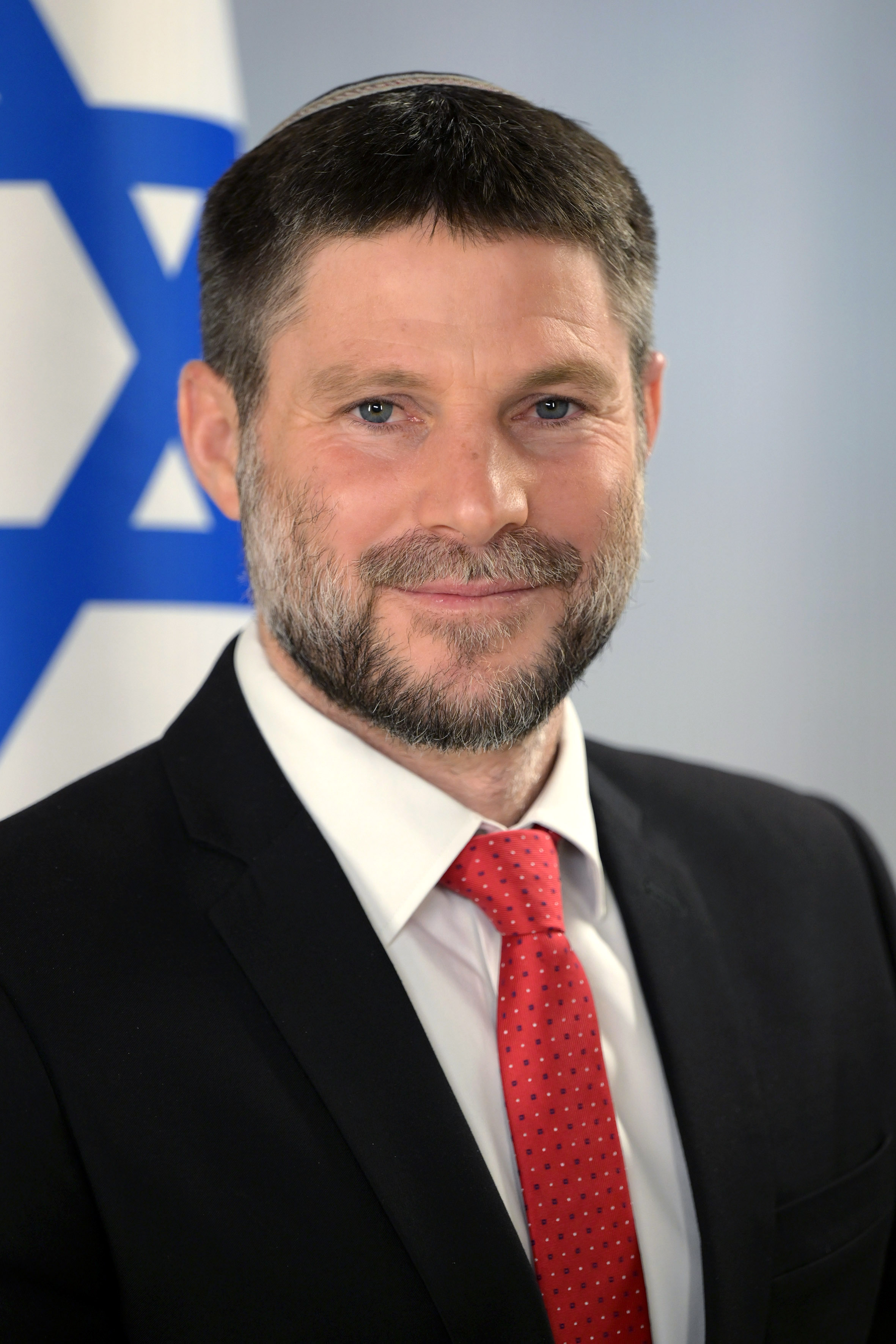
بتسلئيل سموتريتش – وزير المالية
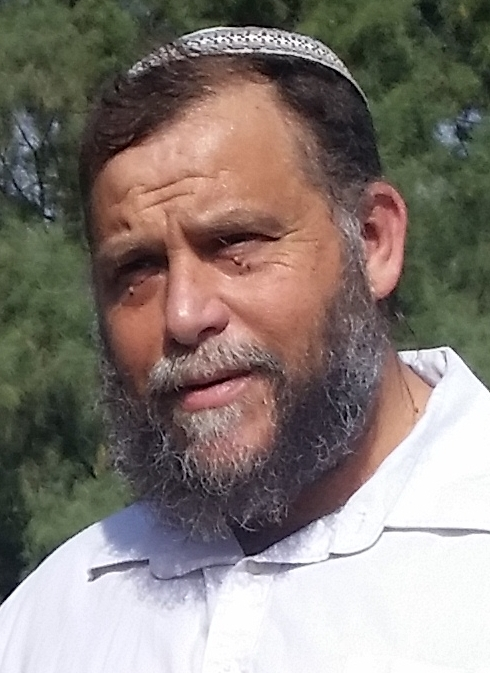
بنتسي غوبشتاين – زعيم «لهافا»